# Bingham Lake (Minnesota)
Pour les articles homonymes, voir Bingham Lake.
Bingham Lake est une ville américaine située dans le Comté de Cottonwood, dans le Minnesota. Selon le recensement de 2010, sa population est de 126 habitants.

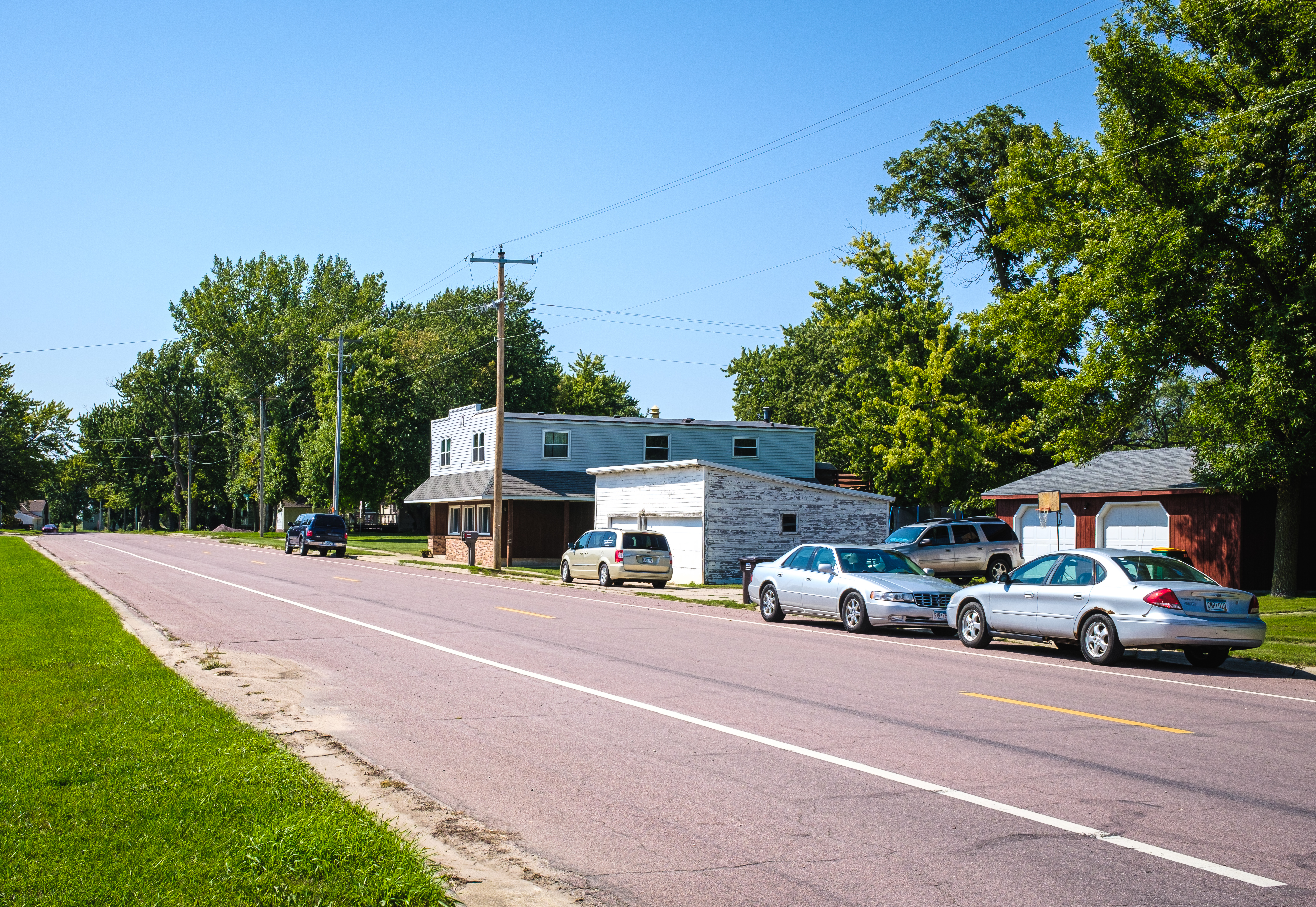
Bingham Lake